# Carroll Baker
Caroline Rose Baker (Johnstown, Pensilvânia, 28 de maio de 1931) é uma atriz norte-americana.

## Biografia
O pai dela era um vendedor ambulante. Frequentou a faculdade comunitaria durante um ano, então trabalhou como dançarina e assistente de mágico. Depois de um casamento que durou apenas alguns meses, teve uma pequena participação em Easy to Love (1953), fez comerciais de TV e algumas peças na Broadway. Estudou no Actors Studio e se casou com diretor Jack Garfein, com quem teve uma filha, Blanche Baker. A Warner Brothers, sentindo uma futura Marilyn Monroe, lança-a em Giant (1956), Baby Doll (1956),nomeado ao Oscar, The Carpetbaggers (1964), e o papel-título em Harlow (1965). Se mudando para a Itália, ela fez filmes na Espanha, Alemanha, México e Inglaterra. Depois de voltar a filmes americanos, ela se casou Donald Burton em 1982.
Embora possa ser apenas exagero do estúdio, em 1964 um comandante de Masai africano foi fascinado assim por Baker, e ofereceu 150 vacas, 200 cabras e ovelhas, e $750 por ela e, um local no Quênia para a filmagem de Mister Moses (1965).
A sua briga com a Warner Bros continuaria quando ela recusou uma série de filmes baseados em livros do escritor Erskine Caldwell. Recebeu a oferta para fazer The Three Faces of Eve (1957) para 20th Century-Fox, e ambos, Cat on a Hot Tin Roof (1958) e The Brothers Karamazov (1958) para MGM.
Quando ela recusou a representar uma ninfomaníaca em Too Much, Too Soon (1958), a Warner Bros. recusou colocá-la com Laurence Olivier, Burt Lancaster e Kirk Douglas em Devil's Disciple (1959).
Enquanto estava em Hollywood fez testa para o filme Giant (1956), do diretor Nicholas Ray que a como sugestão para fazer o papel de Natalie Wood em Rebel Without a Cause (1955),com James Dean. O marido de Baker, Jack Garfein insistiu que ela voltasse de uma vez para Nova Iorque depois dos fins das filmagens.

## Filmografia
| - Easy to Love, (1953) - Giant, (1956) - Baby Doll, (1956) - The Big Country, (1958) - But Not for Me, (1959) - The Miracle, (1959) - Bridge to the Sun, (1961) - Something Wild (filme), (1961) - How the West Was Won (filme), (1962) - Station Six-Sahara, (1962) - The Carpetbaggers, (1964) - Cheyenne Autumn, (1964) - Sylvia, (1965) - The Greatest Story Ever Told, (1965) - Mister Moses, (1965) - Harlow - Her Harem, (1967) - Jack of Diamonds, (1967), (cameo) - The Sweet Body of Deborah, (1968) - Orgasm, (1969) - So Sweet, So Perverse, (1969) - The Spider, (1970) - Paranoia, (1970) - The Fourth Mrs. Anderson, (1971) - Captain Apache, (1971) - The Devil Has Seven Faces, (1971) - Knife of Ice, (1972) | - Baba Yaga, (1973) - The Flower with Petals of Steel, (1973) - The Body, (1974) - The Virgin Wife, (1975) - Private Lessons, (1975) - My Father's Wife, (1976) - As of Tomorrow, (1976) - Bait, (1976) - Andy Warhol's Bad, (1977) - Cyclone, (1978) - The World Is Full of Married Men, (1979) - The Sky is Falling, (1979) - The Watcher in the Woods, (1980) - Star 80, (1983) - The Secret Diary of Sigmund Freud, (1984) - Native Son, (1986) - Hollywood Uncensored, (1987), (documentário) - Ironweed, (1987) - Kindergarten Cop, (1990) - Blonde Fist, (1991) - Jackpot, (1992) - Gipsy Angel, (1994) - In the Flesh, (1995) - Just your luck, (1996) - Skeletons, (1996) - The Game, (1997) - Nowhere to Go, (1998) - Cinerama Adventure, (2002), (documentário) |

## Citações pessoais
"Quando Clark Gable me beijou, eles tiveram que me levar para fora do set". [carece de fontes?]